# Чха Джунхван
Чха Джунхва́н (кор. 차준환; род. 21 октября 2001, Сеул, Республика Корея) — южнокорейский фигурист, выступающий в одиночном катании. Серебряный призёр чемпионата мира (2023), чемпион четырёх континентов (2022), серебряный (2025) и бронзовый (2024) призёр чемпионатов четырёх континентов, бронзовый призёр финала Гран-при (2018), победитель Азиатских игр (2025), бронзовый призёр Всемирных студенческих игр (2025), девятикратный чемпион Республики Корея (2017—2025), серебряный призёр командного чемпионата мира (2023) и участник Олимпийских игр (2018, 2022).
Чха — первый южнокорейский фигурист, завоевавший медаль на чемпионате мира, чемпионате четырёх континентов, финале Гран-при, финале юниорского Гран-при и на этапах Гран-при среди взрослых.
По состоянию на 30 марта 2025 года занимает 13-е место в рейтинге Международного союза конькобежцев (ИСУ).

## Биография
Чха Джунхван родился в столице Республики Корея — Сеуле в октябре 2001 года, заниматься фигурным катанием начал довольно поздно, с семи лет. В детстве работал актёром и моделью, снимался в кино и рекламе. В июне 2020 года принял участие в корейском музыкальном шоу King of Mask Singer.
В 2020 году поступил в Университет Корё на факультет международного спорта.

## Карьера

### Юниорский период
На юниорском первенстве Республики Корея 2011 Чха финишировал на четвёртом месте. На следующий год он стал чемпионом среди юниоров и через год повторил этот успех. Однако из-за возраста он не мог выступать на международных соревнованиях. Далее Чха решил выступать в корейских чемпионатах среди взрослых, где становился призёром этих турниров. В марте 2015 года он перебрался в Торонто, чтобы тренироваться у Брайана Орсера.
Зимой 2016 года он выступал в Норвегии на II зимних юношеских Олимпийских играх, а затем в Дебрецене на юниорском чемпионате мира, на обоих турнирах сумел войти в десятку лучших фигуристов.
Новый предолимпийский сезон 2016/17 корейский фигурист продолжил среди юниоров и начал его в сентябре в Японии на юниорском этапе Гран-при. Это был его дебют на Гран-при и он сразу его выиграл, при этом улучшил все свои прежние достижения. По сумме баллов он набрал 239,47 балла и установил рекорд для юниоров. Заключительный этап Гран-при в Дрездене он также выиграл и уверенно прошёл в юниорский финал Гран-при. В Марселе в начале декабря он сумел вмешаться в борьбу россиян и выиграл бронзовую медаль и тем самым стал первым южнокорейским одиночником, завоевавшим медаль в финале юниорского Гран-при. На национальном чемпионате в начале января в Канныне фигурист впервые стал чемпионом страны. В середине марта он выступал в Тайбэе на юниорском мировом чемпионате, где в сложной борьбе с другими российскими фигуристами занял пятое место. При этом он улучшил свои прежние спортивные достижения в сумме и короткой программе и после короткой программы занимал второе место.

### Сезон 2017—2018: Олимпийские игры в Пхёнчхане

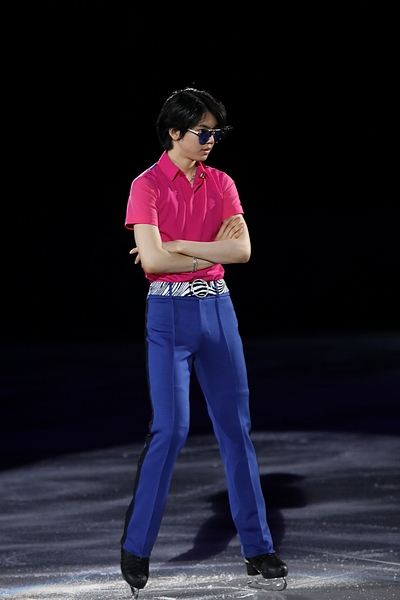
Чха Джунхван на показательных выступлениях на Зимних Олимпийских играх 2018 года

Новый олимпийский сезон 2017/18 южнокорейский фигурист начал дебютом в серии Гран-при на канадском этапе, где он финишировал в середине турнирной таблицы. Однако далее у него произошло обострение старой травмы и он решил пропустить очередной этап Гран-при. Следующий раз он появился на арене лишь в начале января 2018 года на национальном чемпионате, который в очередной раз уверенно выиграл. В начале февраля, ещё до открытия Олимпийских игр в Канныне, фигурист начал соревнования в командном турнире. В короткой программе кореец финишировал в середине таблицы, на шестом месте. В середине февраля на личном турнире Олимпийских игр южнокорейский одиночник выступил намного лучше; он улучшил все свои прежние достижения. Ему удалось финишировать на пятнадцатом месте.

### Сезон 2018—2019: бронза финала Гран-при
Новый сезон начал на Autumn Classic International, где занимал второе место после короткой программы, с суммой 169,22 балла выиграл произвольную программу, опередив Юдзуру Ханю, и с итоговой суммой в 259,78 балла выиграл серебряную медаль. На турнире Finlandia Trophy также завоевал серебряную медаль. 
На этапе Гран-при Skate Canada занимал третье место после короткой программы, в произвольной программе также стал третьим, по итогам двух программ завоевал бронзовую медаль и стал первым фигуристом из Республики Корея, завоевавшим медаль на этапе Гран-при. Затем на  Гран-при в Хельсинки вновь завоевал бронзовую медаль и таким образом получил право на участие в финале Гран-при в Ванкувере (Канада).

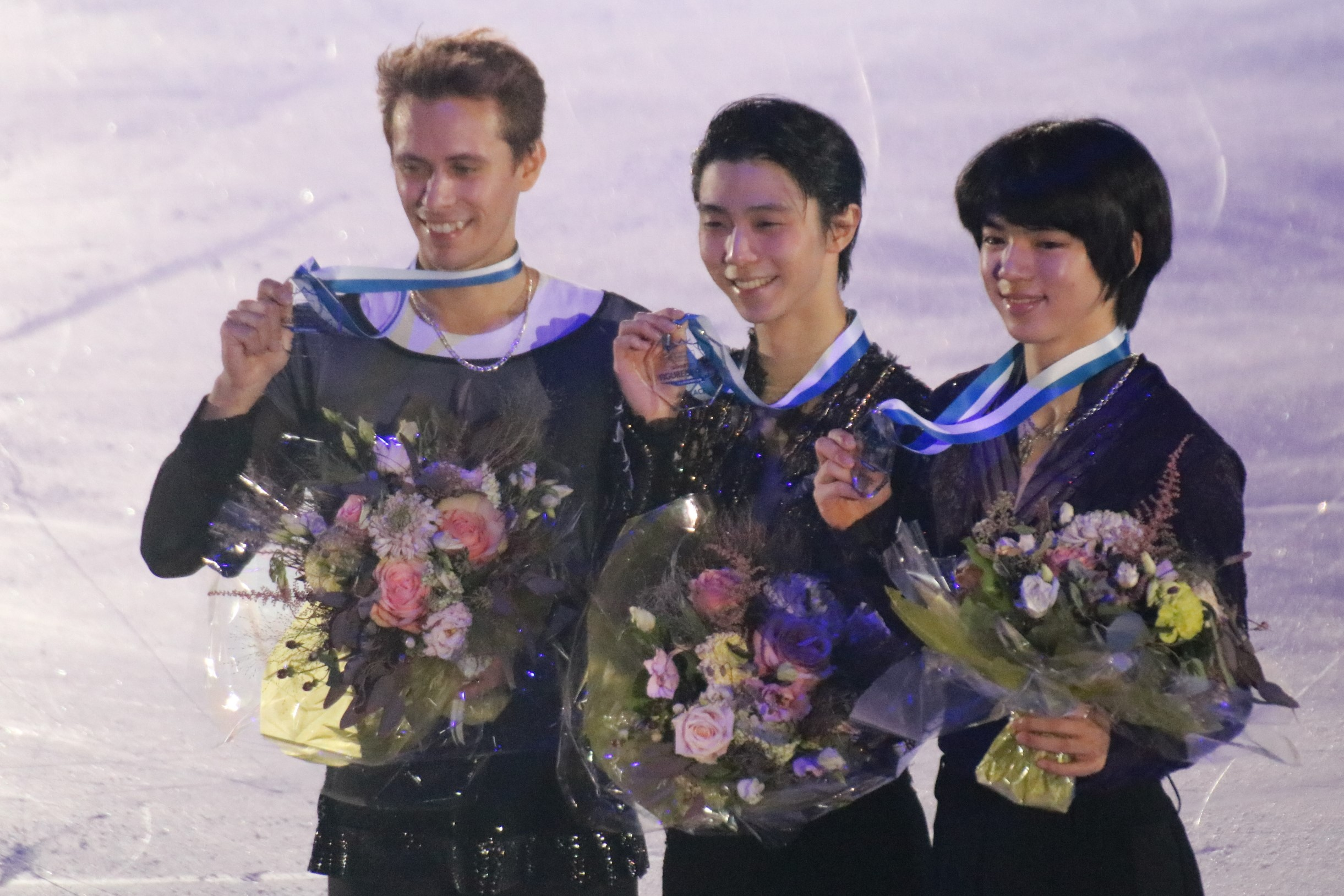
Призёры Гран-при Хельсинки 2018 (слева направо): Михал Бржезина, Юдзуру Ханю, Чха Джунхван

В финале Гран-при занимал четвёртое место после короткой программы. В произвольной программе, кроме падения на четверном тулупе, не допустил ошибок и занял третье место, с общей суммой в 263,49 балла смог завоевать бронзовую медаль. Чха является первым южнокорейским фигуристом, выигравшим медаль финала Гран-при в мужском одиночном катании. 
На чемпионате Кореи завоевал свой третий национальный титул. На чемпионате четырёх континентов в короткой программе набрал 97,33 балла и, завоевав малую серебряную медаль, занимал второе место. В произвольной программе допустил ошибки, по итогам двух программ набрал 255,83 балла и занял шестое место в общем зачёте. Завершил сезон на чемпионате мира в Сайтаме, где в общем зачёте занял 19-е место.

### Сезон 2019—2020
Начал новый сезон на Autumn Classic International, на котором занял 4-е место. На этом турнире он впервые попытался исполнить четверной флип, но прыжок получился с недокрутом. На этапе Гран-при Skate America занял 8-е место, на Cup of China 6-е место.

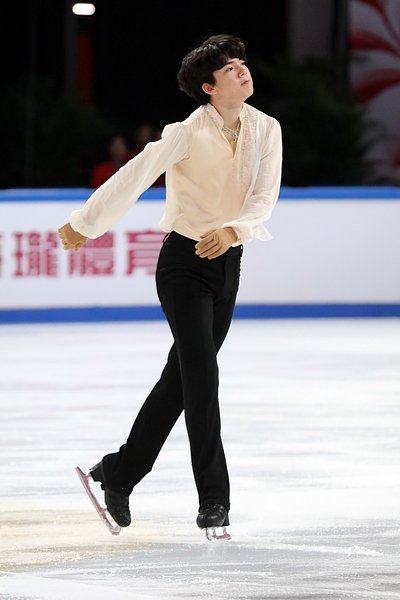
Чха Джунхван в произвольной программе «The Fire Within» на Cup of China 2019

На чемпионате Кореи вновь одержал победу и в четвёртый раз стал чемпионом Республики Корея. Принял участие на чемпионате четырех континентов в Сеуле, где улучшил свои результаты и занял 5-е место, по итогам двух программ набрав 265,43 балла. Чха вошёл в состав сборной Республики Корея на чемпионат мира 2020, который должен был пройти Монреале, однако из-за пандемии COVID-19 было принято решение отменить соревнование

### Сезон 2020—2021
Первым соревнованием в сезоне для спортсмена стал чемпионат Республики Корея, который прошёл в феврале 2021 года. Чха завоевал золотую медаль и пятый раз в своей карьере стал чемпионом Республики Корея. В марте принял участие на чемпионате мира 2021 в Стокгольме. По результатам короткой программы набрал 91,15 балла и занимал промежуточное восьмое место. В произвольной программе допустил ошибки и стал 13-м, за две программы набрал 245,99 балла и завершил турнир на десятом месте. Таким образом он сумел завоевать две квоты в мужском одиночном катании на предстоящие Олимпийские игры в Пекине и на чемпионат мира 2022 года.

### Сезон 2021—2022: титул чемпиона четырёх континентов
Новый сезон фигурист начал на турнире Asian Open, где занял шестое место. На своём первом этапе Гран-при в Турине в короткой программе Чха исполнил четверной сальхов, каскад тройной лутц — тройной риттбергер и тройной аксель и с результатом 95,56 балла занимал третье место. В произвольной программе допустил ряд ошибок и завершил турнир на пятом месте. На этапе Гран-при в Японии так же, как и на предыдущем этапе, занимал третье место после короткой программы. В произвольной программе стал пятым, но набранных баллов ему хватило, чтобы занять место на пьедестале, и в итоге спортсмен завоевал бронзовую медаль. На чемпионате Республики Корея в шестой раз стал победителем национального чемпионата.
В январе 2022 года принял участие на чемпионате четырёх континентов. Короткую программу исполнил без ошибок, улучшив свой лучший результат, и занял промежуточное первое место. В произвольной программе упал с четверного тулупа и допустил ошибку на тройном акселе в каскаде, остальные элементы исполнил чисто. По результатам произвольной программы также стал первым, за две программы набрал 273,22 балла, улучшил свой предыдущий результат и стал чемпионом четырёх континентов. Чха стал первым южнокорейским фигуристом, завоевавшим медаль на чемпионате четырёх континентов в мужском одиночном катании, а также вторым южнокорейским спортсменом (после Ким Ён А), завоевавшим золотую медаль чемпионата четырёх континентов.
В феврале Чха выступил на Олимпийских играх. Он чисто откатал короткую программу и с новым лучшим результатом в 99,51 балла занял промежуточное 4-е место. В произвольной программе упал с четверного тулупа, остальные элементы исполнил без ошибок. В общем зачёте с новым личным рекордом 282,38 балла расположился на пятом месте.
На чемпионате мира после короткой программы занимал семнадцатое место, однако перед произвольной программой из-за сломанного ботинка снялся с турнира.

### Сезон 2022—2023: серебряная медаль чемпионата мира
Новый сезон начал с выступления на двух турнирах серии «челленджер». На Мемориале Ондрея Непелы Чха представил новую короткую программу на композиции Майкла Джексона, для произвольной программы выбрал саундтрек к фильму о Джеймсе Бонде «Не время умирать». На этом турнире завоевал серебряную медаль. Через неделю одержал победу на турнире Finlandia Trophy.
На этапе Гран-при Skate America после короткой программы занимал второе место, в произвольной стал третьим, по итогам соревнований завоевал бронзовую медаль. В Японии на этапе Гран-при NHK Trophy в короткой программе выступил с ошибками и занимал шестое место. В произвольной программе показал хорошее выступление и стал вторым, по итогам двух программ вновь завоевал бронзовую медаль. В январе в седьмой раз одержал победу на чемпионате Республики Корея.
На чемпионате четырёх континентов неудачно выступил в короткой программе и занял промежуточное пятое место. В произвольной программе стал четвёртым, в итоговом зачёте также стал четвёртым.
На чемпионате мира в Сайтаме в короткой программе без ошибок исполнил четверной сальхов, каскад из тройного лутца и тройного риттбергера, тройной аксель, за все вращения и дорожку шагов получил максимальный четвёртый уровень и занял промежуточное третье место с новым личным рекордом в 99,64 балла. В произвольной программе исполнил четверной сальхов и четверной тулуп, тройной аксель в каскаде с двойным и сольный тройной аксель, за все непрыжковые элементы получил четвёртый уровень и стал вторым, уступив 0,12 балла Сёме Уно. Чха улучшил все личные рекорды и завоевал историческую серебряную медаль — первую в истории мужского одиночного катания Республики Корея медаль чемпионата мира.
В апреле в качестве капитана сборной Республики Корея выступил на командном чемпионате мира 2023 в Токио. Чха без ошибок исполнил все элементы в короткой программе и улучшил свой личный рекорд, набрав 101,33 балла, и стал двенадцатым фигуристом, который преодолел отметку в 100 баллов за короткую программу (после сезона 2018/19). По итогам короткой программы он стал вторым и принёс в актив сборной 11 очков. С результатом 187,82 балла выиграл произвольную программу и добавил 12 очков в командный зачёт. По итогам всех соревнований на дебютном командном чемпионате мира сборная Республики Корея завоевала серебряную медаль.
В конце сезона Чха прекратил сотрудничество с Брайаном Орсером, под руководством которого тренировался с 2015 года.

### Сезон 2023—2024
Короткую программу нового сезона Чха исполняет под композицию «Маскарад» Арама Хачатуряна, произвольная программа состоит из саундтрека к фильму «Бэтмен» Мэтта Ривза. В конце сентября 2023 года выступил на первом соревновании нового сезона — на Мемориале Ондрея Непелы он занял шестое место. На этапе Гран-при Skate Canada после короткой программы занимал второе место, в произвольной программе допустил много ошибок, после чего опустился на девятое место в итоговой таблице. В ноябре должен был выступить на этапе Гран-при в Финляндии, однако снялся с турнира из-за травмы правой лодыжки, полученной перед началом сезона.
В начале января 2024 года в восьмой раз подряд выиграл чемпионат Республики Корея.
На чемпионате четырёх континентов в Шанхае в короткой программе исполнил четверной сальхов, каскад тройной лутц — тройной риттбергер и тройной аксель и, набрав 95,30 балла, занял промежуточное третье место. В произвольной программе стал вторым, по результатам двух программ набрал 272,95 балла и завоевал бронзовую медаль.

## Программы
| Сезон     | Короткая программа | Произвольная программа | Показательные номера |
| --------- | --- | --- | --- |
| 2024—2025 | - «Natural» Imagine Dragons хореография: Ше-Линн Бурн | - «Balada para un loco» Астор Пьяццолла, Роберто Гойенече в исполнении Мильвы; Альфредо Маркуччи, Ensemble Piacevole хореография: Ше-Линн Бурн | - «Mr/Mme» Лоик Нотте хореография: Гийом Сизерон |
| 2023—2024 | - «Маскарад» Арам Хачатурян хореография: Ше-Линн Бурн | - «Бэтмен»: - «The Batman Theme» - «Sonata in Darkness» Майкл Джаккино - «Something in the Way» Nirvana хореография: Ше-Линн Бурн | - «Чёрная пантера»: - «Casino Brawl» Людвиг Йоранссон - «Pray for Me» The Weeknd, Кендрик Ламар хореография: Шин Яа-И - «Golden Hour» JVKE хореография: Джои Расселл - «Immortal Megamix» - «Billie Jean» - «Smooth Criminal» (Immortal Version) Майкл Джексон хореография: Ше-Линн Бурн |
| 2022—2023 | - «Immortal Megamix: Can You Feel It» - «Billie Jean» - «Smooth Criminal» Майкл Джексон хореография: Ше-Линн Бурн                                                              | - «Джеймс Бонд 007: Не время умирать»: - «Gun Barrel» - «Square Escape» - «Message from an Old Friend» - «Final Ascent» Ханс Циммер - «No Time to Die» Билли Айлиш хореография: Ше-Линн Бурн                                                             | - «Golden Hour» JVKE - «Believer» Imagine Dragons |
| 2021—2022 | - «Fate of the Clockmaker» Eternal Eclipse, Флинн Хейс Спенс - «Cloak and Dagger» Бьянка Бан хореография: Ше-Линн Бурн                                                         | - «Popoli de Pekino» Джакомо Пуччини - «Violin Fantasy on Puccini's Turandot» Ванесса-Мэй - «Nessun Dorma» Джакомо Пуччини в исполнении Хосе Каррераса хореография: Ше-Линн Бурн                                                                         | - «There's Nothing Holdin' Me Back» Шон Мендес - «Believer» Imagine Dragons хореография: Шин Яа-И |
| 2020—2021 | - «Dark Pastoral» Ральф Воан-Уильямс, Дэвид Мэтьюз хореография: Дэвид Уилсон                                                                                                   | - «The Fire Within» Дженнифер Томас, Кимберли Старки хореография: Ше-Линн Бурн | |
| 2019—2020 | - «Michelangelo 70» - «La Muerte del Angel» Астор Пьяццолла хореография: Дэвид Уилсон                                                                                          | - «The Fire Within» Дженнифер Томас, Кимберли Старки хореография: Ше-Линн Бурн | - «Crazy» 2WEI хореография: Джои Рассел |
| 2018—2019 | - «The Prince» - «Walzer-Koda-attacca» - «Mitternacht» (из балета «Золушка») Сергей Прокофьев хореография: Дэвид Уилсон                                                        | - «Ромео + Джульетта»: Нелли Хупер, Крэйг Армстронг, Мариус Де Врис - «O Verona» - «Young Hearts Run Free» Дэйв Кроуфорд, Ким Мазель - «Kissing You» (инструментальная) Des'ree, Тимоти Атак - «Mantua» - «Escape from Mantua» хореография: Ше-Линн Бурн | - «Boy with a Star» Хёк хореография: Дэвид Уилсон - «What a Wonderful World» OneRepublic хореография: Дэвид Уилсон - «There's Nothing Holdin' Me Back» Шон Мендес хореография: Дэвид Уилсон                                                                                              |
| 2017—2018 | - «Цыганский танец» Людвиг Минкус хореография: Дэвид Уилсон - «What a Wonderful World» OneRepublic хореография: Дэвид Уилсон                                                   | - «Il Postino: The Postman»: - «Il Postino» Луис Бакалов - «Mi Mancherai» в исполнении Джоша Гробана, Джошуа Белла хореография: Дэвид Уилсон - «Планеты» Густав Холст хореография: Дэвид Уилсон                                                          | - «There's Nothing Holdin' Me Back» Шон Мендес - «Il Postino: The Postman» хореография: Дэвид Уилсон - «Peanut Butter Jelly» Galantis - «What a Wonderful World» OneRepublic |
| 2016—2017 | - «A Chorus Line»: - «One» - «I Hope I Get It» - «I Can Do That» - «The Music and the Mirror» Марвин Хэмлиш хореография: Дэвид Уилсон                                          | - «Il Postino: The Postman»: - «Il Postino» Луис Бакалов - «Mi Mancherai» в исполнении Джоша Гробана, Джошуа Белл хореография: Дэвид Уилсон | - «Peanut Butter Jelly» Galantis хореография: Джеффри Баттл - «One Day I'll Fly Away» (из фильма «Мулен Руж!») в исполнении Николь Кидман |
| 2015—2016 | - «Пляска смерти» Камиль Сен-Санс в исполнении Анжель Дюбо хореография: Синди Стюарт - «Por una cabeza» Карлос Гардель (из фильма «Запах женщины») хореография: Кэндзи Миямото | - «Лебединое озеро» Пётр Ильич Чайковский хореография: Кэндзи Миямото | - «Мулен Руж!»: - «One Day I'll Fly Away» в исполнении Николь Кидман - «The Show Must Go On» в исполнении Джима Бродбента, Николь Кидман, Энтони Виг хореография: Синди Стюарт, Джои Рассел                                                                                              |
| 2014—2015 | - «Пляска смерти» Камиль Сен-Санс в исполнении Анжель Дюбо хореография: Синди Стюарт                                                                                           | - «Концерт для фортепиано № 3» Сергей Рахманинов (из фильма «Блеск») в исполнении Дэвида Хельфготта хореография: Синди Стюарт | - «One Day I'll Fly Away» (из фильма «Мулен Руж!») в исполнении Николь Кидман хореография: Синди Стюарт |
| 2013—2014 | - «Лунная соната» Людвиг ван Бетховен в исполнении Владимира Ашкенази хореография: Шин Яа-И                                                                                    | - «Токката и фуга ре минор» Иоганн Себастьян Бах в исполнении Бостонского симфонического оркестра хореография: Кэндзи Миямото | |
| 2012—2013 | - «Фантазия-экспромт» Фридерик Шопен в исполнении Роберта Уэллса хореография: Кэндзи Миямото - «Концерт для фортепиано № 2» Сергей Рахманинов хореография: Кэндзи Миямото      | - «Мумия» Джерри Голдсмит - «Мумия возвращается» Алан Сильвестри хореография: Кэндзи Миямото - «Строго по правилам» (саундтрек) Дэвид Хиршфельдер хореография: Кэндзи Миямото                                                                            | - «Gopher Mambo» Има Сумак хореография: Кэндзи Миямото |
| 2011—2012 | - «Фантазия-экспромт» Фридерик Шопен в исполнении Роберта Уэллса хореография: Кэндзи Миямото                                                                                   | - «St. Louis Blues Mambo» Перес Прадо хореография: Кэндзи Миямото | - «Концерт для фортепиано № 2» Сергей Рахманинов |
| 2010—2011 | - «Концерт для фортепиано № 2» Сергей Рахманинов хореография: Кэндзи Миямото                                                                                                   | - «Строго по правилам» (саундтрек) Дэвид Хиршфельдер хореография: Кэндзи Миямото | - «La Cumparsita» Херардо Родригес хореография: Кэндзи Миямото |
| 2009—2010 | | - «Кунг-фу панда»: - «Hero» - «Let The Tournament Begin» Ханс Циммер, Джон Пауэлл хореография: Шин Яа-И | |

## Спортивные достижения

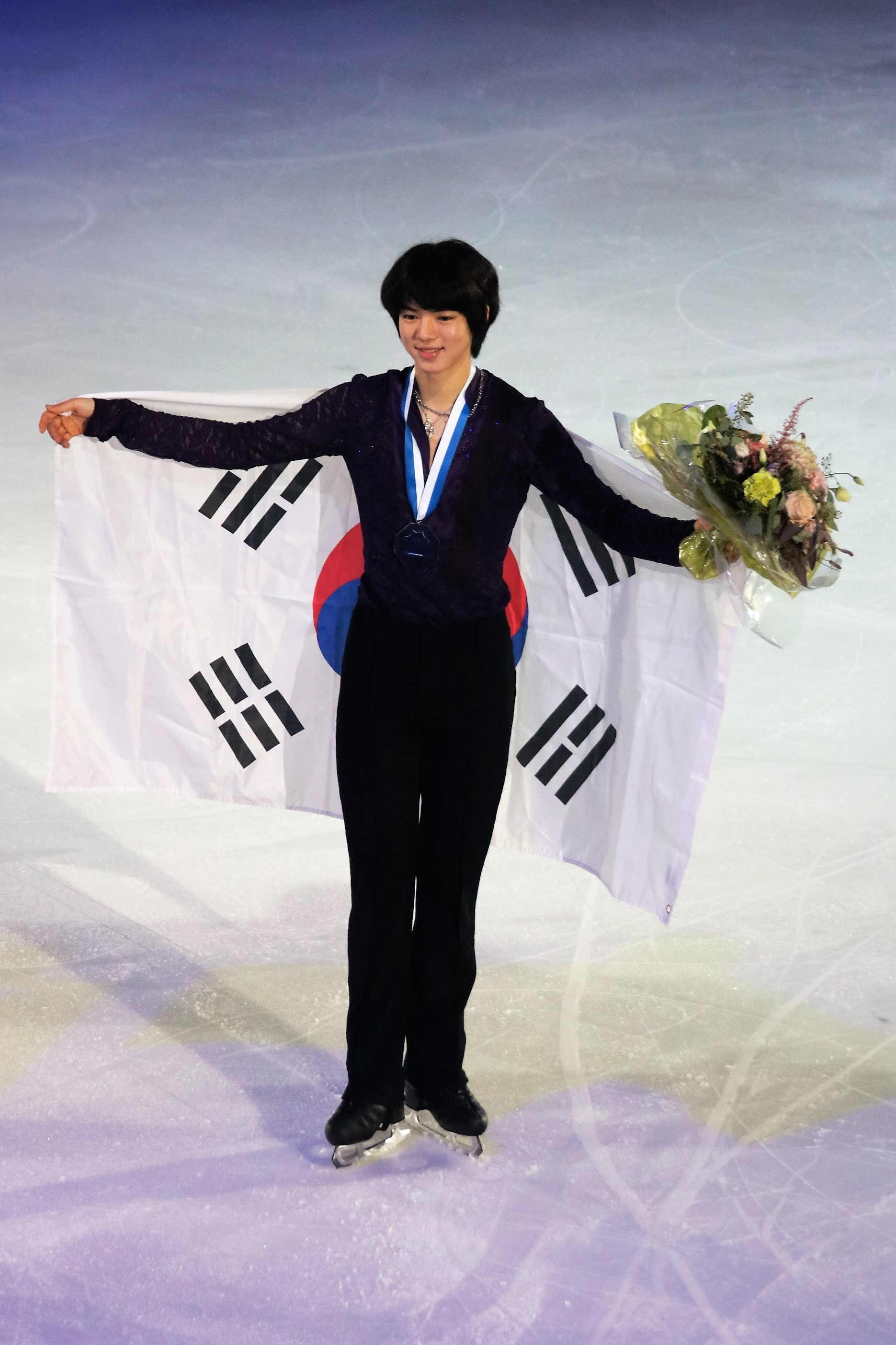
Чха Джунхван на церемонии награждения на Гран-при Хельсинки 2018

| Соревнования/Сезон | 11/12         | 12/13         | 13/14         | 14/15         | 15/16         | 16/17         | 17/18         | 18/19         | 19/20         | 20/21         | 21/22         | 22/23         | 23/24         | 24/25         |
| Международные | Международные | Международные | Международные | Международные | Международные | Международные | Международные | Международные | Международные | Международные | Международные | Международные | Международные | Международные |
| --- | ------------- | ------------- | ------------- | ------------- | ------------- | ------------- | ------------- | ------------- | ------------- | ------------- | ------------- | ------------- | ------------- | ------------- |
| Олимпийские игры |               |               |               |               |               |               | 15            |               |               |               | 5             |               |               |               |
| Чемпионат мира |               |               |               |               |               |               |               | 19            | С             | 10            | WD            | 2             | 10            | 7             |
| Чемпионат четырёх континентов |               |               |               |               |               |               |               | 6             | 5             |               | 1             | 4             | 3             | 2             |
| Финал Гран-при |               |               |               |               |               |               |               | 3             |               |               |               |               |               |               |
| Этап Гран-при: Skate Canada |               |               |               |               |               |               | 9             | 3             |               |               |               |               | 9             | 3             |
| Этап Гран-при: Финляндия |               |               |               |               |               |               |               | 3             |               |               |               |               |               | WD            |
| Этап Гран-при: NHK Trophy |               |               |               |               |               |               |               |               |               |               | 3             | 3             |               |               |
| Этап Гран-при: Skate America |               |               |               |               |               |               |               |               | 8             |               |               | 3             |               |               |
| Этап Гран-при: Cup of China |               |               |               |               |               |               |               |               | 6             |               |               |               |               |               |
| Этап Гран-при: Италия |               |               |               |               |               |               |               |               |               |               | 5             |               |               |               |
| CS Finlandia Trophy |               |               |               |               |               |               |               | 2             |               |               |               | 1             |               |               |
| CS Nebelhorn Trophy |               |               |               |               |               |               |               |               |               |               |               |               |               | 4             |
| CS Autumn Classic |               |               |               |               |               |               |               | 2             | 4             |               |               |               |               |               |
| CS Мемориал Ондрея Непелы |               |               |               |               |               |               |               |               |               |               |               | 2             | 6             |               |
| Asian Open |               |               |               |               |               |               |               |               |               |               | 6             |               |               |               |
| Shanghai Trophy |               |               |               |               |               |               |               |               |               |               |               |               | 2             | 1             |
| Азиатские игры |               |               |               |               |               |               |               |               |               |               |               |               |               | 1             |
| Всемирные студенческие игры |               |               |               |               |               |               |               |               |               |               |               |               |               | 3             |
| Командные |               |               |               |               |               |               |               |               |               |               |               |               |               |               |
| Олимпийские игры |               |               |               |               |               |               | 9/6^          |               |               |               |               |               |               |               |
| Юношеские Олимпийские игры |               |               |               |               | 6/3^          |               |               |               |               |               |               |               |               |               |
| Командный чемпионат мира |               |               |               |               |               |               |               |               |               |               |               | 2/1^          |               |               |
| Национальные |               |               |               |               |               |               |               |               |               |               |               |               |               |               |
| Чемпионат Республики Корея | 1 юн.         | 1 юн.         | 5             | 3             | 3             | 1             | 1             | 1             | 1             | 1             | 1             | 1             | 1             | 1             |
| Международные среди юниоров |               |               |               |               |               |               |               |               |               |               |               |               |               |               |
| Чемпионат мира среди юниоров |               |               |               |               | 7             | 5             |               |               |               |               |               |               |               |               |
| Юношеские Олимпийские игры |               |               |               |               | 5             |               |               |               |               |               |               |               |               |               |
| Юниорский финал Гран-при |               |               |               |               |               | 3             |               |               |               |               |               |               |               |               |
| Этап Гран-при: Германия |               |               |               |               |               | 1             |               |               |               |               |               |               |               |               |
| Этап Гран-при: Япония |               |               |               |               |               | 1             |               |               |               |               |               |               |               |               |
| Autumn Classic |               |               |               |               | 1             |               |               |               |               |               |               |               |               |               |
| ^ — в командных соревнованиях первая цифра — командное место, вторая цифра — место в личном зачёте CS — турнир серии «Челленджер» |               |               |               |               |               |               |               |               |               |               |               |               |               |               |

### Подробные результаты
На чемпионатах ИСУ награждают малыми медалями за короткую и произвольную программы. Текущие лучшие персональные результаты по системе ИСУ выделены жирным курсивом. К — командный результат; Л — результат в личном зачёте.

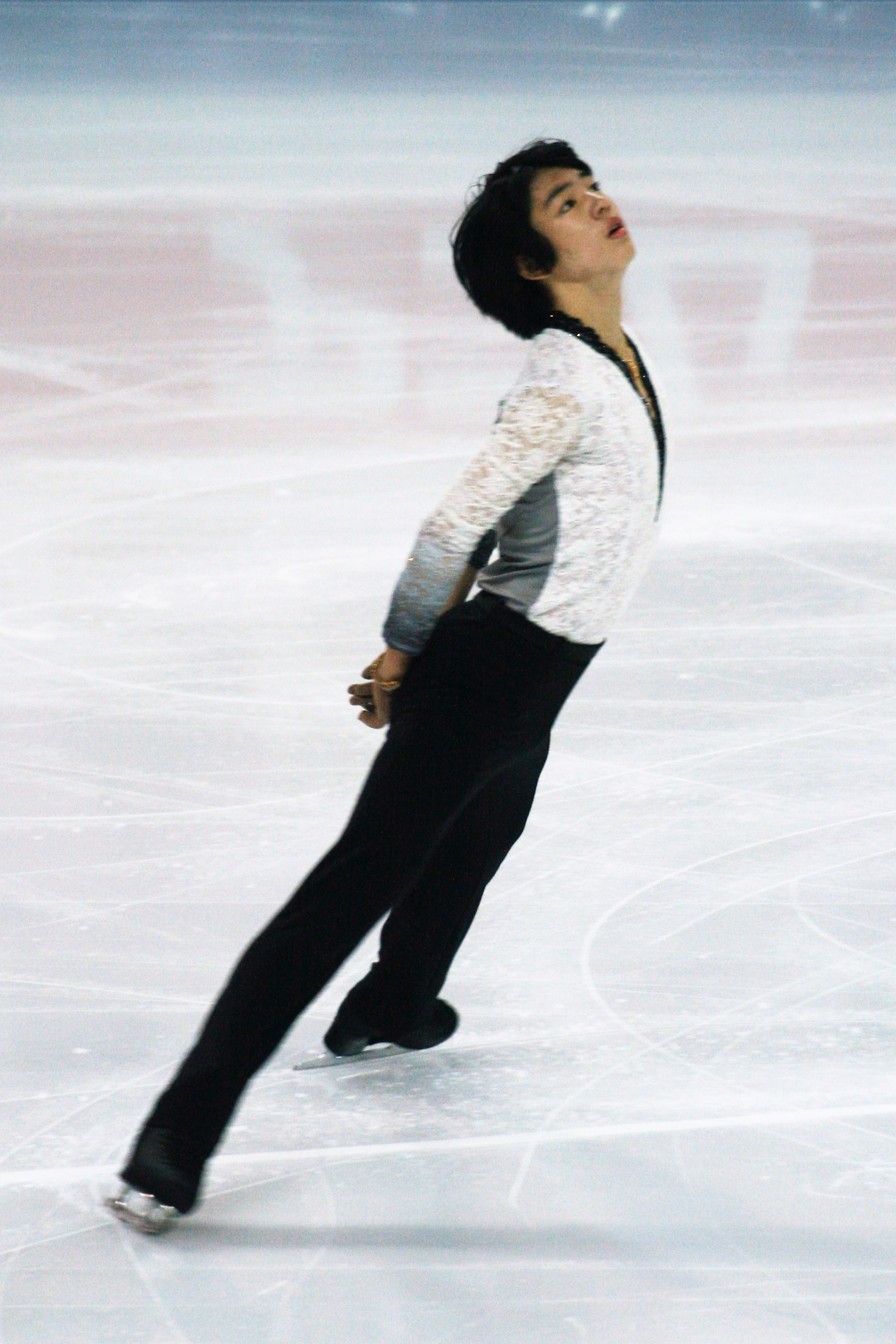
Чха Джунхван в финале юниорского Гран-при сезона 2016—2017

| Сезон 2024—2025                 | Сезон 2024—2025                                          | Сезон 2024—2025 | Сезон 2024—2025       | Сезон 2024—2025       |
| Дата                            | Соревнование                                             | КП              | ПП                    | Сумма                 |
| ------------------------------- | -------------------------------------------------------- | --------------- | --------------------- | --------------------- |
| 11–13 февраля 2025 г.           | Азиатские игры 2025                                      | 2 94,09         | 1 187,60              | 1 281,69              |
| 16–18 января 2025 г.            | Всемирные студенческие игры 2025                         | 5 82,40         | 2 182,54              | 3 264,94              |
| 2–5 января 2025 г.              | Чемпионат Республики Корея 2025                          | 1 90,53         | 1 190,49              | 1 281,02              |
| 15–17 ноября 2024 г.            | Finlandia Trophy 2024                                    | 7 77,33         | снялся с соревнований | снялся с соревнований |
| 25–27 октября 2023 г.           | Skate Canada 2024                                        | 4 88,38         | 2 171,93              | 3 260,31              |
| 3–5 октября 2023 г.             | Shanghai Trophy 2024                                     | 1 92,28         | 1 177,25              | 1 269,53              |
| 19–21 сентября 2024 г.          | Nebelhorn Trophy 2024                                    | 10 69,81        | 3 158,67              | 4 228,48              |
| Сезон 2023—2024                 |                                                          |                 |                       |                       |
| Дата                            | Соревнование                                             | КП              | ПП                    | Сумма                 |
| 18–24 марта 2024 г.             | Чемпионат мира 2024                                      | 9 88,21         | 11 161,44             | 10 249,65             |
| 29 января — 4 февраля 2024 г.   | Чемпионат четырёх континентов 2024                       | 3 95,30         | 2 177,65              | 3 272,95              |
| 4–7 января 2024 г.              | Чемпионат Республики Корея 2024                          | 1 96,51         | 1 179,43              | 1 275,94              |
| 27–29 октября 2023 г.           | Skate Canada 2023                                        | 2 86,18         | 11 130,43             | 9 216,61              |
| 3–5 октября 2023 г.             | Shanghai Trophy 2023                                     | 1 91,80         | 2 163,06              | 2 254,86              |
| 28–30 сентября 2023 г.          | Мемориал Ондрея Непелы 2023                              | 2 83,91         | 7 138,25              | 6 222,16              |
| Сезон 2022—2023                 |                                                          |                 |                       |                       |
| Дата                            | Соревнование                                             | КП              | ПП                    | Сумма                 |
| 13–16 апреля 2023 г.            | Командный чемпионат мира 2023                            | 2 101,33        | 1 187,82              | 2К / 1Л 289,15        |
| 22–26 марта 2023 г.             | Чемпионат мира 2023                                      | 3 99,64         | 2 196,39              | 2 296,03              |
| 7–12 февраля 2023 г.            | Чемпионат четырёх континентов 2023                       | 5 83,77         | 4 166,37              | 4 250,14              |
| 5–8 января 2023 г.              | Чемпионат Республики Корея 2023                          | 1 101,04        | 1 170,17              | 1 271,21              |
| 18–20 ноября 2022 г.            | NHK Trophy 2022                                          | 6 80,35         | 2 174,41              | 3 254,76              |
| 21–23 октября 2022 г.           | Skate America 2022                                       | 2 94,44         | 3 169,61              | 3 264,05              |
| 4–9 октября 2022 г.             | Finlandia Trophy 2022                                    | 1 91,06         | 1 162,14              | 1 253,20              |
| 29 сентября — 1 октября 2022 г. | Мемориал Ондрея Непелы 2022                              | 2 80,81         | 2 145,51              | 2 226,32              |
| Сезон 2021—2022                 |                                                          |                 |                       |                       |
| Дата                            | Соревнование                                             | КП              | ПП                    | Сумма                 |
| 21–27 марта 2022 г.             | Чемпионат мира 2022                                      | 17 82,43        | снялся с соревнований | снялся с соревнований |
| 8–10 февраля 2022 г.            | Зимние Олимпийские игры 2022                             | 4 99,51         | 7 182,87              | 5 282,38              |
| 18–23 января 2022 г.            | Чемпионат четырёх континентов 2022                       | 1 98,96         | 1 174,26              | 1 273,22              |
| 7–9 января 2022 г.              | Чемпионат Республики Корея 2022                          | 1 98,31         | 1 185,00              | 1 283,31              |
| 12–14 ноября 2021 г.            | NHK Trophy 2021                                          | 3 95,92         | 5 163,68              | 3 259,60              |
| 5–7 ноября 2021 г.              | Гран-при Италии 2021                                     | 3 95,56         | 6 152,18              | 5 247,74              |
| 13–17 октября 2021 г.           | Asian Open 2021                                          | 5 74,47         | 5 139,77              | 6 214,24              |
| Сезон 2020—2021                 |                                                          |                 |                       |                       |
| Дата                            | Соревнование                                             | КП              | ПП                    | Сумма                 |
| 22–28 марта 2021 г.             | Чемпионат мира 2021                                      | 8 91,15         | 13 154,84             | 10 245,99             |
| 24–26 февраля 2021 г.           | Чемпионат Республики Корея 2021                          | 1 90,36         | 1 166,76              | 1 257,12              |
| Сезон 2019—2020                 |                                                          |                 |                       |                       |
| Дата                            | Соревнование                                             | КП              | ПП                    | Сумма                 |
| 4–9 февраля 2020 г.             | Чемпионат четырёх континентов 2020                       | 6 90,37         | 4 175,06              | 5 265,43              |
| 4-5 января 2020 г.              | Чемпионат Республики Корея 2020                          | 1 93,45         | 1 185,09              | 1 278,54              |
| 8–10 ноября 2019 г.             | Cup of China 2019                                        | 11 69,40        | 6 152,86              | 6 222,26              |
| 25–27 октября 2019 г.           | Skate America 2019                                       | 7 78,98         | 9 140,69              | 8 219,67              |
| 12–14 сентября 2019 г.          | Autumn Classic International 2019                        | 4 84,23         | 4 146,21              | 4 230,44              |
| Сезон 2018—2019                 |                                                          |                 |                       |                       |
| Дата                            | Соревнование                                             | КП              | ПП                    | Сумма                 |
| 18–24 марта 2019 г.             | Чемпионат мира 2019                                      | 18 79,17        | 18 150,09             | 19 229,26             |
| 7–10 февраля 2019 г.            | Чемпионат четырех континентов 2019                       | 2 97,33         | 8 158,50              | 6 255,83              |
| 9–13 января 2019 г.             | Чемпионат Республики Корея 2019                          | 1 89,12         | 1 156,40              | 1 245,52              |
| 6–9 декабря 2018 г.             | Финал Гран-при 2018/19                                   | 4 89,07         | 3 174,42              | 3 263,49              |
| 2–4 ноября 2018 г.              | Гран-при Хельсинки 2018                                  | 4 82,82         | 3 160,37              | 3 243,19              |
| 26–28 октября 2018 г.           | Skate Canada 2018                                        | 3 88,86         | 3 165,91              | 3 254,77              |
| 4–7 октября 2018 г.             | Finlandia Trophy 2018                                    | 2 84,67         | 2 154,52              | 2 239,19              |
| 20–22 сентября 2018 г.          | Autumn Classic International 2018                        | 2 90,56         | 1 169,22              | 2 259,78              |
| Сезон 2017—2018                 |                                                          |                 |                       |                       |
| Дата                            | Соревнование                                             | КП              | ПП                    | Сумма                 |
| 14–23 февраля 2018 г.           | Зимние Олимпийские игры 2018                             | 15 83,43        | 14 165,16             | 15 248,59             |
| 9–12 февраля 2018 г.            | Зимние Олимпийские игры 2018 (командные соревнования)    | 6 77,70         | —                     | 9 (команда)           |
| 5–7 января 2018 г.              | Чемпионат Республики Корея 2018                          | 1 84,05         | 1 168,60              | 1 252,65              |
| 3-5 ноября 2017 г.              | Skate Canada 2017                                        | 11 68,46        | 8 141,86              | 9 210,32              |
| Сезон 2016—2017                 |                                                          |                 |                       |                       |
| Дата                            | Соревнование                                             | КП              | ПП                    | Сумма                 |
| 15–19 марта 2017 г.             | Чемпионат мира среди юниоров 2017                        | 2 82,34         | 6 160,11              | 5 242,45              |
| 6–8 января 2017 г.              | Чемпионат Республики Корея 2017                          | 1 81,83         | 1 157,24              | 1 238,07              |
| 8–11 декабря 2016 г.            | Финал юниорского Гран-при 2016/17                        | 4 71,84         | 3 153,70              | 3 225,55              |
| 5–9 октября 2016 г.             | Этап Гран-при среди юниоров: Германия                    | 1 76,82         | 1 143,72              | 1 220,54              |
| 8–11 сентября 2016 г.           | Этап Гран-при среди юниоров: Япония                      | 2 79,34         | 1 160,13              | 1 239,47              |
| Сезон 2015—2016                 |                                                          |                 |                       |                       |
| Дата                            | Соревнование                                             | КП              | ПП                    | Сумма                 |
| 14–20 марта 2016 г.             | Чемпионат мира среди юниоров 2016                        | 7 74,38         | 6 132,73              | 7 207,11              |
| 12–21 февраля 2016 г.           | Юношеские Олимпийские игры 2016 (командные соревнования) | —               | 3 139,97              | 6 (команда)           |
| 12–21 февраля 2016 г.           | Юношеские Олимпийские игры 2016                          | 4 68,76         | 5 130,14              | 5 198,90              |
| 8–10 января 2016 г.             | Чемпионат Республики Корея 2016                          | 4 58,60         | 3 131,38              | 3 189,98              |
| 12–15 октября 2015 г.           | Autumn Classic International 2015 (юниоры)               | 1 65,48         | 1 132,96              | 1 198,44              |
| Сезон 2014—2015                 |                                                          |                 |                       |                       |
| Дата                            | Соревнование                                             | КП              | ПП                    | Сумма                 |
| 5–9 января 2015 г.              | Чемпионат Республики Корея 2015                          | 4 58,28         | 3 122,85              | 3 181,13              |
| 14–16 ноября 2014 г.            | Merano Cup 2014 (новисы)                                 | 1 46,16         | 1 88,68               | 1 134,84              |
| Сезон 2013—2014                 |                                                          |                 |                       |                       |
| Дата                            | Соревнование                                             | КП              | ПП                    | Сумма                 |
| 3–5 января 2014 г.              | Чемпионат Республики Корея 2014                          | 5 60,44         | 3 123,94              | 5 184,38              |
| Сезон 2012—2013                 |                                                          |                 |                       |                       |
| Дата                            | Соревнование                                             | КП              | ПП                    | Сумма                 |
| 2–6 января 2013 г.              | Чемпионат Республики Корея среди юниоров 2013            | 1 50,67         | 1 100,07              | 1 150,74              |
| 7–12 августа 2012 г.            | Asian Open Trophy (новисы)                               | 2 36,15         | 1 79,01               | 1 115,16              |
| Сезон 2011—2012                 |                                                          |                 |                       |                       |
| Дата                            | Соревнование                                             | КП              | ПП                    | Сумма                 |
| 4–8 января 2012 г.              | Чемпионат Республики Корея среди юниоров 2012            | 1 46,26         | 1 86,95               | 1 133,21              |
| Сезон 2010—2011                 |                                                          |                 |                       |                       |
| Дата                            | Соревнование                                             | КП              | ПП                    | Сумма                 |
| 12–16 января 2011 г.            | Чемпионат Республики Корея среди юниоров 2011            | 3 37,16         | 4 70,65               | 4 107,81              |

## Фильмография
| Год  |   | Русское название     | Оригинальное название | Роль                 |
| ---- | - | -------------------- | --------------------- | -------------------- |
| 2006 | с | Чудо                 | 기적                  | Унхёк                |
| 2007 | ф | Романтичный папа     | 로맨스 파파           | Ханыль               |
| 2007 | ф | Забывчивость         | 건망증                | юный Со Джинву       |
| 2008 | с | Когда наступает ночь | 밤이면 밤마다         | юный Хогюн           |
| 2009 | с | Возвращение Ильджимэ | 돌아온 일지매         | Юнги / юный Ильджимэ |
| 2009 | с | Этот дурак!          | 그저 바라보다가       | юный Хан Санчхуль    |